# آنجلو اسپانیو
آنجلو اسپانیو (انگلیسی: Angelo Spanio; ۴ اکتبر ۱۹۳۹ – ۱ اکتبر ۱۹۹۹ (aged 59)) بازیکن فوتبال اهل ایتالیا بود.
از باشگاه‌هایی که در آن بازی کرده‌است می‌توان به باشگاه فوتبال اسپتزیا، باشگاه فوتبال تورینو و غیره اشاره‌کرد.